# Paramatachia decorata
Paramatachia decorata is een spinnensoort in de taxonomische indeling van de Desidae.
Het dier behoort tot het geslacht Paramatachia. De wetenschappelijke naam van de soort werd voor het eerst geldig gepubliceerd in 1918 door Dalmas.